# 哈薩克斯坦—烏克蘭關係
哈薩克斯坦－烏克蘭關係，是哈薩克斯坦與烏克蘭的雙邊外交關係。

## 外交关系
在1918年前他們是俄羅斯帝國一部分，在1991年前也是蘇聯一部分。雙方的外交關係確立於1991年，哈薩克斯坦在基輔設有大使館和在敖德薩設有名譽領事館，烏克蘭則在阿斯塔納設有大使館和在阿拉木圖設有名譽領事館。
在哈薩克約有895,000至2,400,000烏克蘭人生活，這兩個國家都是TRACECA(歐洲-高加索-亞洲交通走廊)，巴庫倡議，歐洲 - 大西洋合作理事會，和平夥伴關係和歐洲安全與合作組織的正式成員。 它們的最近點距離它們只有468公里（291英里）。
2013年10月14日，外交部長厄蘭·伊德里索夫會見了烏克蘭外長列昂里德·庫扎哈。雙方討論了兩國進一步加強雙邊合作。此外，烏克蘭還擔任歐洲安全與合作組織（歐安組織）的席位，並分享了他們在2010年就職時可以從哈薩克斯坦學到的東西。最後，庫扎拉部長宣布烏克蘭總統維克托·亞努科維奇將於2014年訪問。
亞努科維奇在2014年被推翻，雖然哈薩克斯坦的盟友俄羅斯強烈反對基輔的革命後政府，但儘管權力發生變化，阿斯塔納仍保持著自己與烏克蘭政府的聯繫。
尽管哈薩克与俄罗斯有着紧密的联系，但在2022年俄罗斯入侵乌克兰期间，哈萨克政府拒絕了俄羅斯要求出兵協助進攻烏克蘭，並表示哈薩克不承認盧甘斯克人民共和國和頓內次克人民共和國(不承認俄佔區入俄公投結果)。